# Vähä-Viiksenjärvi
Vähä-Viiksenjärvi är en sjö i Pajala kommun i Norrbotten och ingår i Torneälvens huvudavrinningsområde.